# Allie Bertram

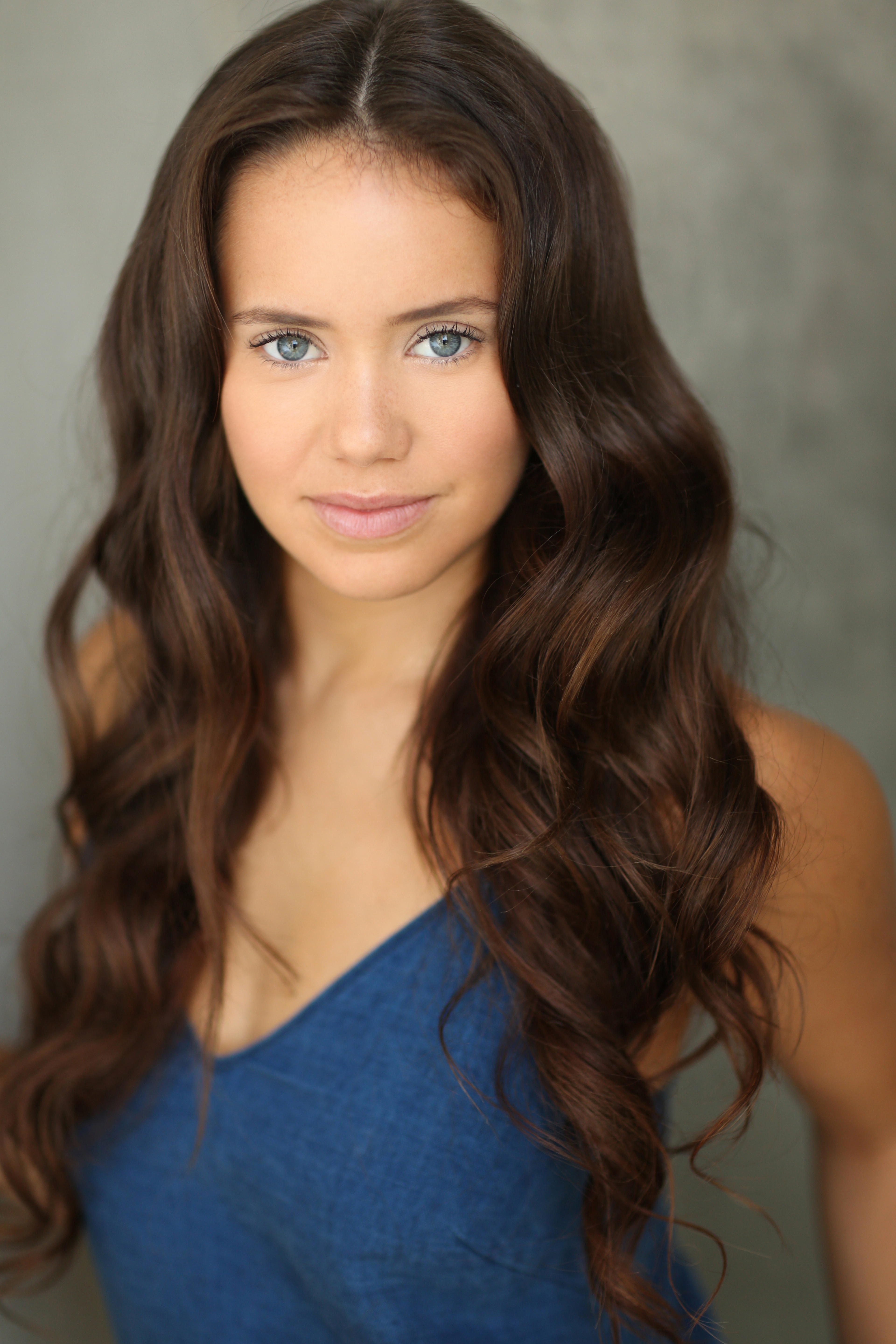
Allie Bertram, 2019

Allie Bertram (* 1. Oktober 1989  in Calgary, Alberta) ist eine kanadische Schauspielerin und Tänzerin. Bekannt wurde sie durch ihre Teilnahme in der kanadischen Tanzshow So you think you can dance 2008, bei der sie den zweiten Platz belegte.

## Leben
Allie Bertram studierte an der International School of Ballet in Kanada, an der sie 2007 den Solo Seal Award gewann, und am Boston Ballett. Weiterhin gewann sie bei der Geneé International Ballet Competition eine Bronzemedaille. Nach ihrem Auftritt als Balletttänzerin in der Tanzshow So you think you can dance 2008, spielte sie mit 19 Jahren 2009 in der Fernsehserie Being Erica – Alles auf Anfang mit. Es folgen weitere Auftritte bei unterschiedlichen kanadischen und US-amerikanischen Fernsehserien. Sie spielte die Hauptrolle der Meerjungfrau Mimmi in der australischen Jugendfernsehserie Mako – Einfach Meerjungfrau, die ab Januar 2015 ausgestrahlt wurde. Weiterhin hatte sie Auftritte in einigen Fernsehfilmen.

## Filmografie
Fernsehserien
- 2009: Being Erica – Alles auf Anfang (Being Erica, eine Folge)
- 2010: Supernatural (eine Folge)
- 2010: Smallville (eine Folge)
- 2012: R. L. Stine’s The Haunting Hour (eine Folge)
- 2012: Mr. D (eine Folge)
- 2012: Fringe – Grenzfälle des FBI (Fringe, eine Folge)
- 2013: Motive (Fernsehserie, eine Folge)
- 2013–2014: Psych (zwei Folgen)
- 2015–2016: Mako – Einfach Meerjungfrau (Mako Mermaids, 42 Folgen)

Filme
- 2011: Sucker Punch
- 2012: The Pregnancy Project (Fernsehfilm)
- 2012: Radio Rebel – Unüberhörbar (Radio Rebel, Fernsehfilm)
- 2012: In Their Skin – Sie wollen dein Leben (In Their Skin)
- 2012: Holiday Spin (Fernsehfilm)
- 2013: Leap 4 Your Life
- 2015: Mother of All Lies (Fernsehfilm)
- 2018: Secret Millionaire (Fernsehfilm)